# Manu Ruys
 (janvier 2021).
Le contenu est difficilement compréhensible vu les erreurs de traduction, qui sont peut-être dues à l'utilisation d'un logiciel de traduction automatique.
Emmanuel « Manu » Maria Edouard Eveline Ruys, né à Anvers le 25 février 1924 et mort à Bruges le 7 décembre 2017, est un  journaliste et éditeur belge.

## Biographie
Manu Ruys venait d'une famille issue de la bourgeoisie anversoise, à l'époque où le français était souvent la langue principale, tandis que le néerlandais commençait à gagner du terrain. Il a étudié au Collège Notre-Dame dans sa ville natale puis en langues germaniques à l'Université catholique de Louvain. Toujours à l'université, il a fait ses débuts en tant que rédacteur flamingant pour le magazine culturel Golfslag, paru à Anvers entre 1945 et 1950, au cours de la répression où il y avait un lien fort entre catholiques[pas clair] et nationalistes. Ruys avait une vision nettement chrétienne de la vie, tandis que son choix politique personnel pour l'indépendance flamande dans une Belgique fédérale ou confédérale était important et persista tout au long de sa carrière .
Après avoir terminé ses études, il a commencé à travailler comme éditeur parlementaire pour le journal De Standaard. Il y développa sa carrière et devint en 1955 chef de la rédaction intérieure, coordinateur politique et commentateur du groupe de journaux De Standaard en 1960 et rédacteur en chef politique en 1975. Manu Ruys a veillé à ce que l'identité du groupe Standard et l'autonomie de la rédaction soient garanties lors de la reprise du journal par la  Vlaamse Uitgeversmaatschappij (VUM) de la compagnie maritime André Leysen après la faillite de sa maison d'édition en 1976. En 1982, il est devenu membre du conseil d'administration de la VUM puis du comité de direction. Après sa retraite en 1989, il a continué à cotiser régulièrement. La collaboration a pris fin en 1997. Le changement idéologique qui a eu lieu à De Standaard n'était pas étranger à cela.
De plus, comme la plupart des journalistes de la rue de la Loi[pas clair] à l'époque, il était associé au Service de rapport court de la Chambre des représentants à partir de 1952, dont il est devenu directeur en 1983.
Pendant cinquante ans, Manu Ruys a été un témoin privilégié qui a assisté aux évolutions du paysage politique et médiatique. Pendant des années, il a été rédacteur en chef des journaux De Standaard et du journal frère Het Nieuwsblad. En tant que rédacteur en chef, il était un commentateur politique faisant autorité et a laissé sa marque dans l'opinion publique concernant les questions communautaires et la réforme de l'État belge. À son poste, Manu Ruys a établi des relations confidentielles avec des politiciens de divers partis politiques pendant de nombreuses années. En plus de son intérêt pour l'émancipation flamande, qui a continué à dominer l'actualité belge après la Seconde Guerre mondiale, il était également intéressé par les développements de l'ancienne colonie belge du Congo, pour lesquels il pouvait à peine détecter l' engagement parlementaire .
Même après l'âge de 80 ans, Ruys suivait de près l'actualité politique et publiait occasionnellement dans des revues des textes d'opinion sur la percée du Mouvement populaire flamand pour le magazine de nouvelles catholique Tertio.
Manu Ruys est mort le 7 décembre 2017 après une courte maladie.

## Récompenses
En 1995, il a reçu l'ordre du Lion flamand. Le 11 juillet 2015, il a reçu l'insigne d'honneur de la Communauté flamande,.